# 胡泽明
胡泽明（1929年—），男，江苏吴县人，中国石油机械工程专家，曾任华东石油学院教授、博士生导师。